# Margarita de Bohemia (1313-1341)
Margarita de Bohemia (8 de julio de 1313-Praga, 11 de julio de 1341) fue duquesa de Baviera por matrimonio. Era hija del rey Juan I de Bohemia con su primera esposa Isabel de Bohemia (1292-1330).

## Familia
Margarita era una hermana mayor del futuro emperador Carlos IV, que fue coronado en 1349. Los abuelos maternos de Margarita eran Wenceslao II de Bohemia y su primera esposa, Judith de Habsburgo. Sus abuelos paternos fueron el emperador Enrique VII y su esposa Margarita de Brabante. 
Cuando Margarita tenía unos diecisiete años, su madre murió. Su padre decidió casarse con Beatriz de Borbón. Tuvieron un hijo, Wenceslao, quien sucedió a su padre en Luxemburgo. Sus otros hermanos fueron: Bona (esposa de Juan II de Francia), Juan Enrique, margrave de Moravia y Ana (esposa del duque Otón de Austria).

## Matrimonio y descendencia
Las negociaciones sobre el matrimonio de Margarita comenzaron durante los años 1321-1322. Fue prometida a Enrique XIV de Baviera, hijo de Esteban I de Baviera y Judith de Swidnica, quien después de la muerte de su padre estaba bajo la tutela del Rey de Romanos Luis IV de Baviera. El acuerdo de matrimonio se firmó el 12 de agosto de 1322 en Praga. La dote debía ser seis libras de plata. Después de un amargo conflicto entre sus padres, Margarita un poco más tarde ese mismo año fue llevada a la corte del novio en Landshut. Su madre la siguió, abatida, desaprobada y embarazada.
En el exilio, la reina Isabel permaneció en Baviera sin sus pensiones hasta 1325, cuando ella y Margarita regresaron a casa. 
La boda con el duque Enrique XIV de Baviera se celebró el 12 de febrero o 12 de agosto de 1328 en Straubing. Sus hijos fueron: 
1. Juan I de Baviera (29 de noviembre de 1329 - 20 de diciembre de 1340).
2. Enrique de Wittelsbach (1330). Murió en el año de su nacimiento.

El esposo de Margarita tuvo conflictos con su hermano Otón IV (muerto en 1334) y su primo Enrique XV de Baviera en la partición de sus tierras, empeorando la relación entre el emperador y Enrique XIV, que se alió con Juan, el padre de Margarita. Algunos meses después de la reconciliación con Luis IV de Baviera en febrero de 1339, Enrique murió de lepra el 1 de septiembre de 1339 y fue sucedido por su hijo mayor, el duque Juan I de Baviera. Con la prematura muerte del duque Juan I el 20 de diciembre de 1340, Luis IV heredó la Baja Baviera y luego reunió el ducado de Baviera. Margarita de Bohemia, como miembro de la dinastía de los Luxemburgo, tuvo que regresar a Bohemia. 
La viuda Margarita se convertiría en la esposa del también recién enviudado rey Casimiro III de Polonia. Este compromiso fue organizado por el hermano de Margarita, Carlos IV, para contrarrestar la influencia húngara en Polonia después de que la reina de Hungría Isabel Łokietek (hermana del rey Casimiro) fuera designada heredera presunta del rey. Ella murió justo antes de la boda en julio de 1341.